# Ingryda
Ingryda – imię żeńskie pochodzenia germańskiego. Wywodzi się od złożenia słów Ing – imienia jednego z bogów nordyckich – i fríðr, w staronordyjskim oznaczającego „piękno”.

Patronką imienia jest szwedzka dominikanka bł. Ingryda Szwedzka.
W Polsce imię jest imieniem rzadkim.  W styczniu 2024 r. w rejestrze PESEL, wśród publicznie dostępnych danych dotyczących osób żyjących, wykazano 278 kobiet o imieniu Ingryda, 19 – Ingryd i 862 – Ingrid, nadanym jako imię pierwsze. Łącznie wykazano 1159 osób z wariantami imienia. Dla porównania, najczęściej nadane jako żeńskie imię pierwsze – Anna, nosi 1 072 616 osób.
Ingryda imieniny obchodzi 2 września.

## Kobiety noszące to imię
- In-Grid (Ingrid Alberini) – piosenkarka włoska
- Ingrid Aleksandra – księżniczka norweska
- Ingrid Bergman – aktorka szwedzka
- Ingrid Bernadotte – szwedzka księżniczka
- Íngrid Betancourt – kolumbijska działaczka polityczna
- Ingrid Jacquemod – francuska narciarka alpejska
- Ingrid Thulin – aktorka szwedzka